# Freycinetia spinellosa
Freycinetia spinellosa är en enhjärtbladig växtart som beskrevs av Ryozo Kanehira. Freycinetia spinellosa ingår i släktet Freycinetia och familjen Pandanaceae. Inga underarter finns listade.